# Kōji Sakurama
Kōji Sakurama (jap. 桜間幸次 Sakurama Kōji; ur. 12 lutego 1938 w prefekturze Tokushima) – japoński zapaśnik walczący w stylu klasycznym. Dwukrotny olimpijczyk. Piąty w Meksyku 1968 i szósty w Tokio 1964. Walczył w kategorii 57 – 63 kg.
Wicemistrz świata w 1966; czwarty w 1965; piąty w 1962; szósty w 1963. Brązowy medalista igrzysk azjatyckich w 1974 roku.